# Sorocea sprucei
Sorocea sprucei är en mullbärsväxtart. Sorocea sprucei ingår i släktet Sorocea och familjen mullbärsväxter.

## Underarter
Arten delas in i följande underarter:
- S. s. saxicola
- S. s. sprucei